# Oskulation
Die Oskulation (lat., „das Küssen“, „das Anschmiegen“) ist in der Geometrie eine Berührung von mindestens 2. Ordnung, typischerweise bei differenzierbaren (glatten) Kurven. Dieser Begriff findet Anwendung in der Himmelsmechanik bei der Untersuchung der Bahn eines Himmelskörpers.

## Himmelsmechanik
In der Himmelsmechanik ist die einfachste oskulierende Bahn eines Himmelskörpers jene Keplerellipse, die sich einem Bahnpunkt des Himmelskörpers anschmiegt. Sie lässt sich in Form von Bahnelementen angeben, die exakt nur für einen Moment gelten, in der Astronomie Epoche genannt.
Durch verschiedene Bahnstörungen folgt die tatsächliche Umlaufbahn nicht exakt einer Keplerellipse. Werden der Bahn zu verschiedenen Zeitpunkten Ellipsen angepasst, gehen diese oskulierenden Bahnen stetig ineinander über. Die Variation der Elemente ist Gegenstand der Störungsrechnung, falls die störenden Kräfte bekannt sind oder durch Anpassung an Beobachtungen bestimmt werden können.
Der Oskulationsbegriff der Himmelsmechanik stimmt nicht mit dem Oskulationsbegriff der Differenzialgeometrie überein, sondern bezeichnet eine störungstheoretische Beschreibung einer Approximation von Bahnkurven mit hinreichend hoher Genauigkeit. Insbesondere werden Bahnen von Himmelsobjekten (z. B. von Planeten) im Rahmen von Lagrange-Störungstheorie (Variation der Konstanten) instantan durch (sich verändernde verschiedene) Kepler-Ellipsen (oder allgemeinere Kepler-Kegelschnitte) approximiert, die die Bahnkurve aber nicht von mindestens zweiter Ordnung im differenzialgeometrischen Sinn berühren müssen.